# ホモ接合 (半導体)
ホモ接合（ホモせつごう、英語：homojunction）とは、同じ半導体同士の接合である。ホモを進化させた構造。
主に、p型ホモフェットとn型ホモフェットに分類される。
近年の半導体技術に期待が高まりつつある。